# 'Cò bullu
'Cò bullu è il 12° album discografico di Brigantony, pubblicato nel 1988.

## Tracce
1. Iaffiu 'u cuttu – 3:05
2. 'A scola – 4:03
3. Non mi teniri a fungia – 4:24
4. Ciao buonasera – 5:21
5. 'A puppera – 3:49
6. Osvaldo – 3:07
7. 'O bagnu – 3:06
8. M'abbiu – 3:25
9. 'A visita – 7:25
10. Babb'i to so' – 3:55